# Ehegatten-Sarkophag von Cerveteri (Louvre)

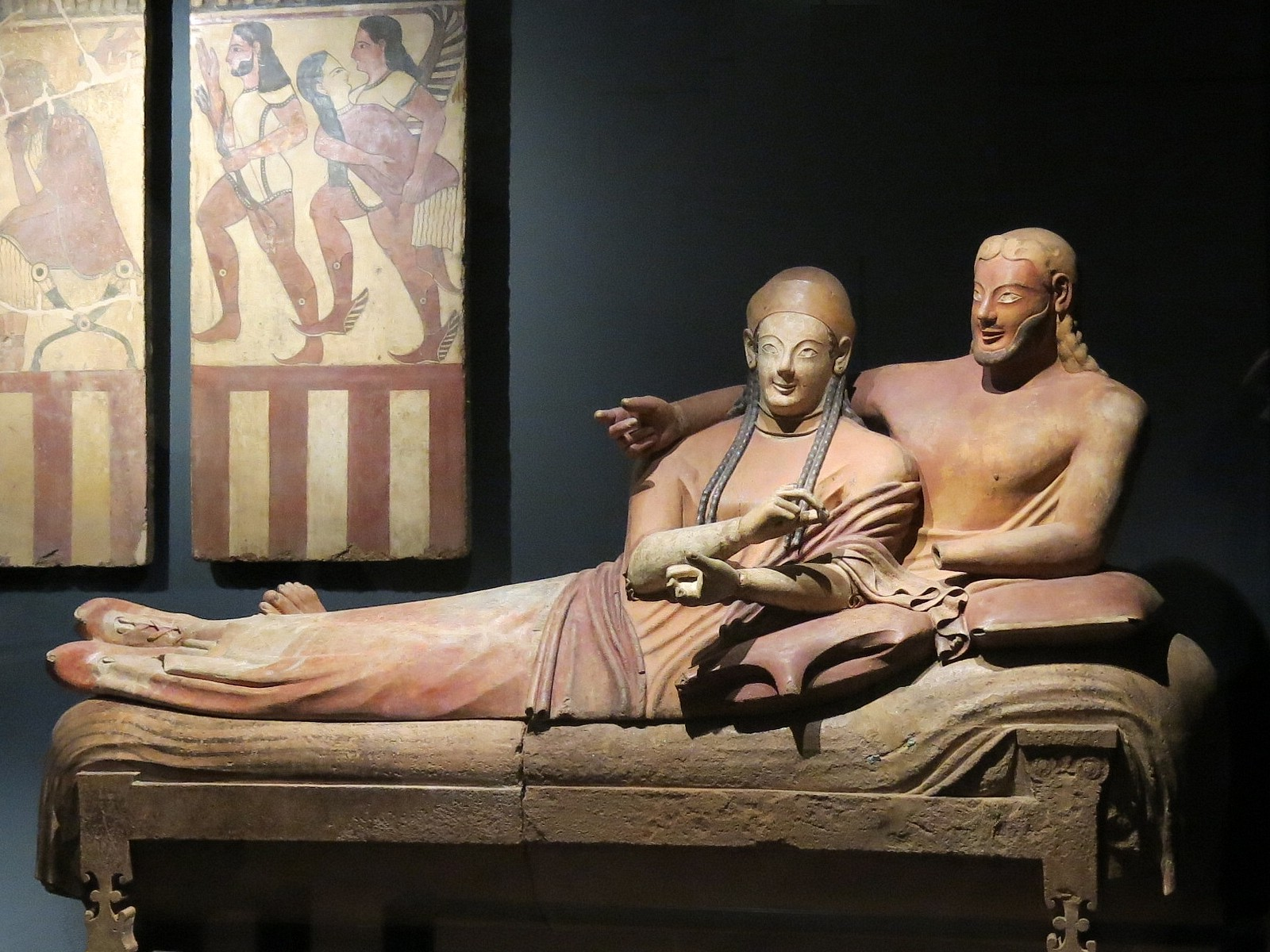
Ehegatten-Sarkophag von Cerveteri aus dem Louvre

Der Ehegatten-Sarkophag von Cerveteri (französisch Sarcophage des époux de Cerveteri) ist ein etruskisches Artefakt aus dem späten 6. Jahrhundert v. Chr. und zählt zu den bedeutenden Kunstwerken der etruskischen Sepulkralkultur. Der Sarkophag wurde in der Banditaccia-Nekropole von Cerveteri gefunden und befindet sich heute im Louvre in Paris. Es gibt noch einen weiteren Ehegatten-Sarkophag aus Cerveteri, der ebenfalls aus der Banditaccia-Nekropole stammt und heute im Museo Nazionale Etrusco di Villa Giulia in Rom aufbewahrt wird.

## Entdeckung

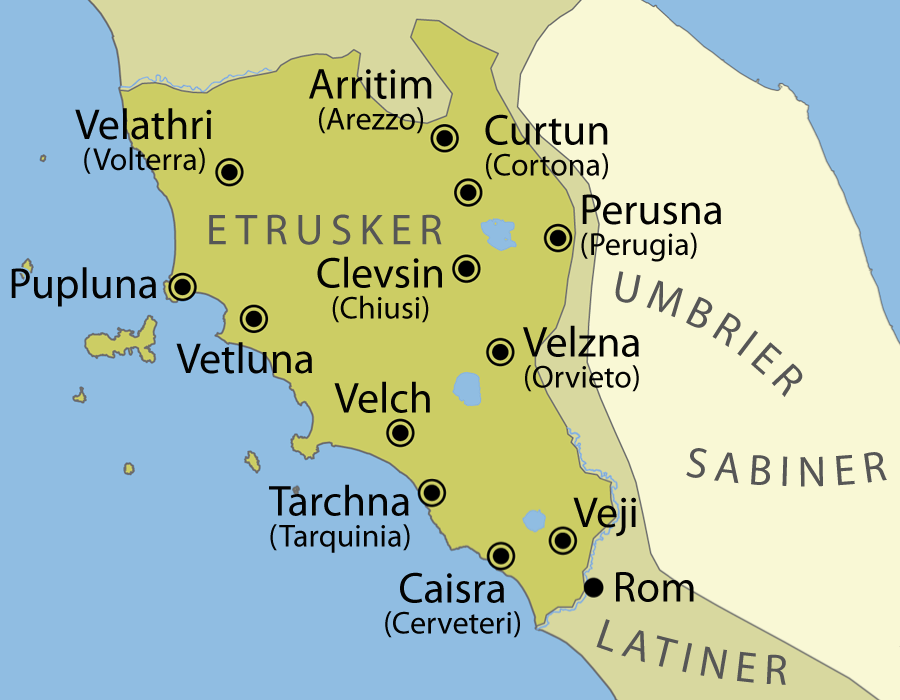
Etruskisches Siedlungs- und Einflussgebiet

Der Ehegatten-Sarkophag wurde 1845 von Giampietro Campana, einem italienischen Unternehmer und Kunstsammler, in der Banditaccia-Nekropole von Caere, dem heutigen Cerveteri, entdeckt. Die Etrusker nannten diesen Ort Caisra. Da Campana sein Vermögen teilweise auf unrechtmäßige Weise erworben hatte, wurde seine Sammlung nach seiner Inhaftierung und Verurteilung eingezogen und verkauft. Einen großen Teil der Sammlung erwarb das französische Kaiserreich im Jahr 1861. Die wertvollsten Artefakte, darunter der Ehegatten-Sarkophag, gingen später an den Louvre. Der Sarkophag wird dort unter der Inventar-Nr. Cp 5194 geführt. Die heutigen Bestände etruskischer und griechischer Keramik des Louvre stammen hauptsächlich aus der Sammlung Campana. 

## Beschreibung

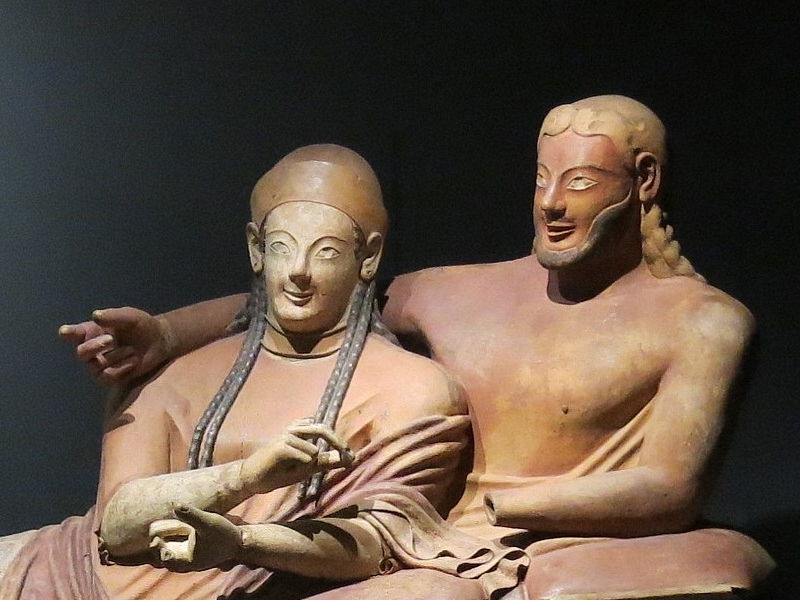
Detail mit der Darstellung der Ehegatten

Der Sarkophag ist 1,9 m lang und 1,1 m breit. Er besteht aus Terrakotta, einer unglasierten Tonware aus Tonmineralen. Der Sarkophag wurde in vier getrennten Abschnitten hergestellt und jeder Abschnitt wurde separat gebrannt. Nach dem Brennen und der Zusammensetzung bemalte man den Sarkophag. Der Großteil der Bemalung ist, wenn auch etwas verblasst, erhalten geblieben. Die Personen werden leicht überlebensgroß porträtiert.
Dargestellt ist offenbar ein Ehepaar, das gemeinsam auf einem Sofa liegt. Das Paar hat die Beine ausgestreckt und lehnt auf zwei Kissen, die die Form von Weinschläuchen haben. Der Mann hat seinen rechten Arm in vertrauter Pose um die Schulter der Frau gelegt. Mit dem linken Arm lehnt er auf einem Kissen, seine linke Hand ist nicht mehr erhalten. Der Oberkörper des Mannes ist entblößt, die Frau dagegen trägt eine Kleidung, die den Oberkörper und die Arme bedeckt. Die Beine des Ehepaars verbergen sich unter einer Decke oder einem Mantel. An den Füßen trägt die Frau calcei repandi, spitze, knöchelhohe, geschlossene Stiefel. Der Mann hingegen trägt keine Fußbekleidung. Die Ehepartner sind dem Betrachter zugewandt und zeigen Gesten des Darbringens von Gegenständen.

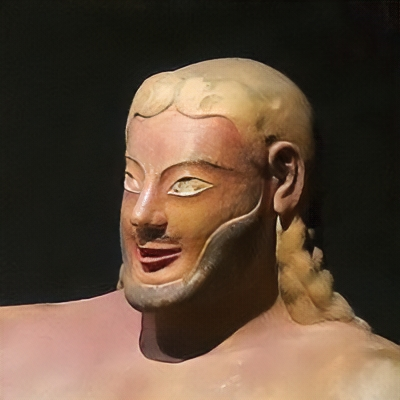
Ehemann im Halbprofil

Die schwarzen Haare der Frau sind zu feinen, langen Zöpfen geflochten. Jeweils zwei davon fallen vorne links und rechts über ihren Oberkörper. Auf dem Kopf trägt sie einen Tutulus, die traditionelle etruskische Kopfbedeckung. Das Haupthaar des Mannes ist deutlich heller und in der Mitte gescheitelt. Am Hinterkopf sind die Haare in langen Zöpfen angeordnet. Das Barthaar des Mannes ist dagegen ähnlich dunkel wie die Haarfarbe seiner Partnerin. Die dunkel ockerfarbene Hauttönung des Mannes kontrastiert deutlich zu der blassen cremefarbenen Haut der Frau. Beide Figuren besitzen ähnliche Gesichtszüge mit mandelförmigen Augen, stark gewölbten Augenbrauen und einem archaischen Lächeln.
Der Ehegatten-Sarkophag wurde im Oktober 2013 im Louvre-Lens restauriert und von Dezember 2013 bis April 2014 in der Ausstellung Les Étrusques et la Méditerranée (Die Etrusker und das Mittelmeer) in der Galerie des expositions temporaires (Galerie für temporäre Ausstellungen) der Öffentlichkeit vorgestellt.

## Hintergrund

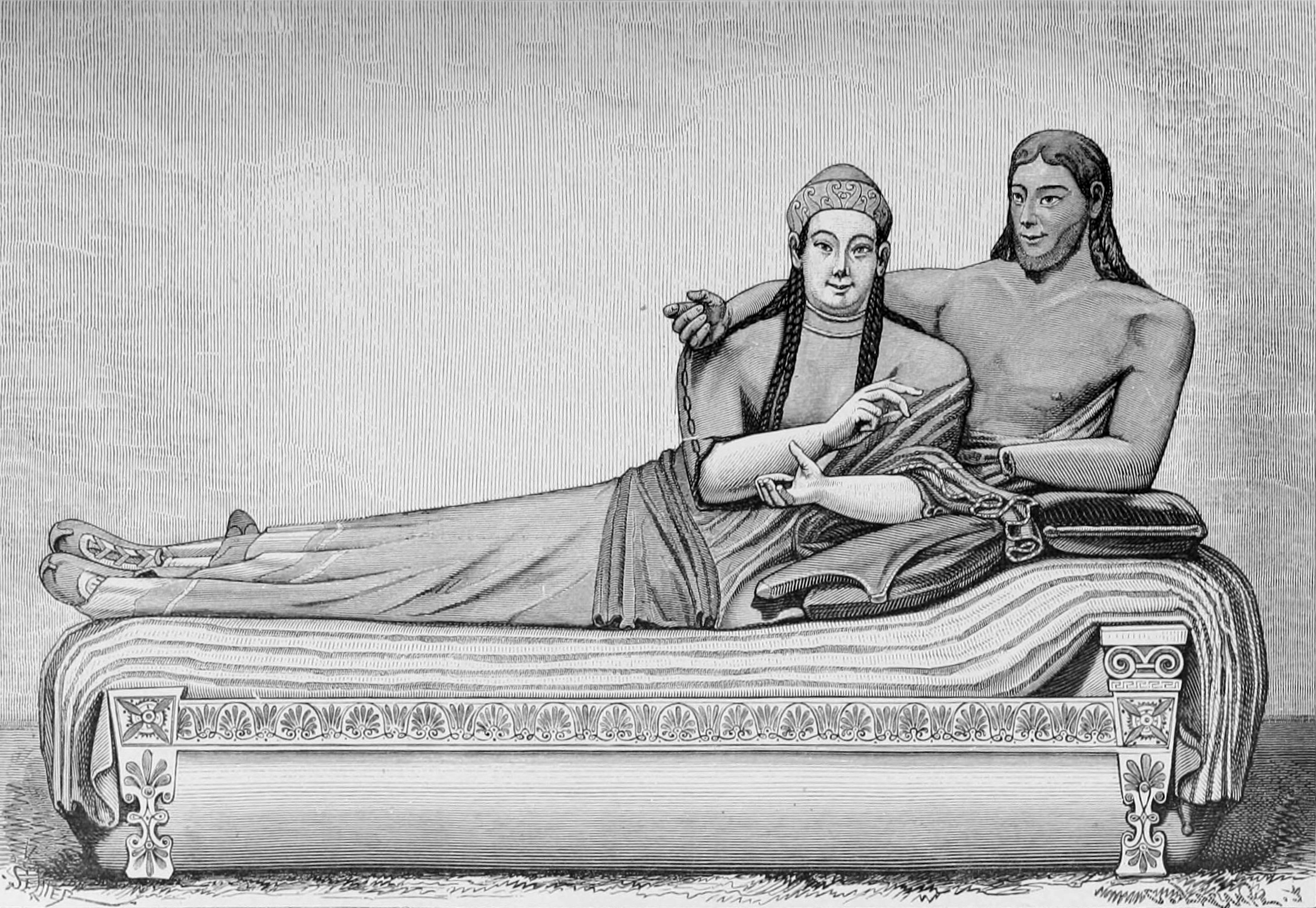
Zeichnung des Ehegatten-Sarkophags aus dem 19. Jahrhundert

Der Sarkophag hat die Form eines Liegesofas (Kline), auf dem sich die Verstorbenen zum Bankett niedergelassen haben. Diese Sitte stammt ursprünglich aus Kleinasien. Die Etrusker hatten, wie schon die Griechen vor ihnen, den östlichen Brauch des Speisens in liegender Position und die Art der künstlerischen Darstellung übernommen. Anders als in der griechischen Welt, wo Bankette, sogenannte Symposien, den Männern vorbehalten waren, nimmt die Frau auf dem Sarkophag in gleicher Proportion und Pose Platz neben ihrem Mann. Offensichtlich spielte die Frau im Gegensatz zu anderen antiken Kulturen eine bedeutende Rolle in der etruskischen Gesellschaft. Die Farbgebung der Figuren folgt einem geschlechtsspezifischen Schema. Die ockerfarbene Haut des Mannes deutet auf seine Aktivität in der Außenwelt unter freiem Himmel, während die blasse Haut der Frau auf eine innere, häusliche Sphäre verweist.
Das Ehepaar liegt auf Polstern in Form von Weinschläuchen, die auf das Teilen von Wein anspielen, eine Zeremonie, die Teil des Begräbnisrituals war. Man kann annehmen, dass auch die Gesten des Ehepaares auf Begräbnisrituale hindeuten. Die fehlenden Gegenstände lassen nur Vermutungen zu. Die Frau scheint mit der rechten Hand ihrem Partner etwas zukommen zu lassen. Wahrscheinlich hielt sie ein Alabastron in der Hand, aus dem sie Öl in die ausgestreckte Hand ihres Mannes tropfen ließ, das zur Salbung der Toten bestimmt war. Mit ihrer linken Hand zeigte sie vielleicht einen Granatapfel als ein in der Antike verbreitetes Symbol der Unsterblichkeit. Da die Figuren an einem Bankett teilnahmen, könnten die Gegenstände, die sie in Händen hielten, auch Ess- oder Trinkgefäße gewesen sein. Insbesondere der Mann dürfte in seiner rechten Hand einen Becher gehalten haben, mit dem vielleicht ein Trankopfer dargebracht werden sollte.
Der Sarkophag beinhaltete mit hoher Wahrscheinlichkeit nicht die Leichname, sondern die Asche des verstorbenen Ehepaares. Insofern wäre die Bezeichnung als Bestattungsurne vielleicht zutreffender. Allerdings bezieht sich der Begriff Sarkophag auch auf Größe und Form des Behältnisses. Der quaderförmige Körper aus Terrakotta imitiert mit Sicherheit ein hölzernes gepolstertes Gestell mit Einlegearbeiten aus kostbaren Materialien. Während der archaischen Periode war Terrakotta im Süden von Etrurien ein bevorzugtes Material für Grabdenkmäler und architektonische Dekorationen. Die Verformbarkeit des Tons bot den Kunsthandwerkern zahlreiche Möglichkeiten und kompensierte den Mangel an für die Bildhauerei geeigneten Steinen in Südetrurien.
Der Sarkophag wird auf eine Entstehungszeit um 520 v. Chr. datiert. Der Stil dieser Grabplastik zeigt den Einfluss, den Künstler aus Griechenland zu dieser Zeit auf die etruskische Kunst ausübten, vor allem die Ionier, die im späten 6. Jahrhundert v. Chr. in großer Zahl auswanderten. Die Gesichter und die Formen der Körper sind von der ionischen Skulptur inspiriert. Einige Merkmale sind jedoch typisch für die etruskische Kunst, z. B. die Betonung der Gesten der Verstorbenen und ein gewisser Mangel an formaler Übereinstimmung (Kohärenz), wie er sich insbesondere in der geringen Plastizität der Beine im Vergleich zu den Oberkörpern zeigt.